# Geordie Kinnear
Geordie S. „Gord“ Kinnear (* 9. Juli 1973 in Simcoe, Ontario) ist ein ehemaliger kanadischer Eishockeyspieler und derzeitiger -trainer, der im Verlauf seiner aktiven Karriere zwischen 1990 und 2000 unter anderem vier Spiele für die Atlanta Thrashers in der National Hockey League auf der Position des Verteidigers bestritten hat. Hauptsächlich spielte Kinnear jedoch in der American Hockey League bei den Albany River Rats, mit denen er im Jahr 1995 den Calder Cup gewann. Seit Beginn der Saison 2020/21 ist er Cheftrainer der Charlotte Checkers aus der AHL.

## Karriere

### Spielerkarriere
Kinnear verbrachte seine Juniorenzeit zwischen 1990 und 1993 in der Ontario Hockey League bei den Peterborough Petes. Mit dem Team gewann der Verteidiger im Jahr 1993 den J. Ross Robertson Cup. Bereits im Vorjahr war er im Rahmen des NHL Entry Draft 1992 in der siebten Runde an 162. Stelle von den New Jersey Devils aus der National Hockey League ausgewählt worden.
Zum Sommer 1993 wechselte Kinnear schließlich in den Profibereich, nachdem er einen Vertrag im Franchise der Devils unterschrieben hatte. Er blieb der Organisation insgesamt sechs Jahre lang treu, aber spielte in diesem Zeitraum ausschließlich in der American Hockey League für New Jerseys Farmteam, die Albany River Rats. Dort kam er auf insgesamt 438 Einsätze und war Mitglied des Teams, das in der Saison 1994/95 den Calder Cup gewann. Zudem erhielt er in den Jahren 1996 sowie 1998 Einladungen zum AHL All-Star Classic und war drei Jahre lang Mannschaftskapitän der River Rats.
Im Sommer 1999 – sein Vertrag in New Jersey war ausgelaufen – wechselte der Abwehrspieler als Free Agent zu den neu gegründeten Atlanta Thrashers, wo er im Verlauf der Saison 1999/2000 zu seinem NHL-Debüt kam und insgesamt viermal auf dem Eis stand. Hauptsächlich kam er aber in der International Hockey League für die Orlando Solar Bears zum Einsatz. So auch zu Beginn des folgenden Spieljahres, zu dessen Beginn er im November 2000 wieder zu den New Jersey Devils transferiert wurde. Nachdem er dort bis Ende Dezember 2000 weitere 14 Einsätze für die Albany River Rats in der AHL absolviert hatte, gab er kurz vor dem Jahreswechsel im Alter von 27 Jahren seinen Rückzug vom aktiven Sport bekannt.

### Trainerkarriere
Etwas mehr als ein Jahr nach seinem Karriereende kehrte Kinnear zu den Albany River Rats in die American Hockey League zurück, wo er fortan als Assistenztrainer tätig war. Dort arbeitete er zunächst unter Cheftrainer Bobby Carpenter; in den folgenden Jahren bis zum Ende der Saison 2009/10 dann unter Dennis Gendron, Robbie Ftorek, Tom Rowe und Jeff Daniels. Zusätzlich wurde er in der Saison 2004/05 als Scout für den Kooperationspartner New Jersey Devils eingesetzt.
Ab dem Sommer 2010 pausierte der ehemalige Spieler für zwei Jahre, um zum Beginn der Saison 2012/13 wieder als Assistenztrainer in der AHL tätig zu werden. Er arbeitete die folgenden vier Jahre für die Charlotte Checkers. Die ersten drei Spielzeiten davon mit Jeff Daniels, der auch schon in Albany sein Vorgesetzter gewesen war. Im vierten Jahr unterstützte er den neuen Cheftrainer Mark Morris in seiner Arbeit. Vor dem Beginn der Saison 2016/17 wurde Kinnear als erster Cheftrainer der neu gegründeten Springfield Thunderbirds aus der AHL verpflichtet. Deren Geschicke leitete er vier Jahre, ehe er zur Saison 2020/21 nun als Cheftrainer zu den Charlotte Checkers zurückkehrte. Diese setzten aufgrund der COVID-19-Pandemie in der folgenden Spielzeit jedoch vorerst vom Spielbetrieb aus. In der Saison 2024/25 erreichte Kinnear mit der Mannschaft die Finalserie um den Calder Cup, die allerdings gegen die Abbotsford Canucks verloren ging.

## Erfolge und Auszeichnungen
- 1993 J.-Ross-Robertson-Cup-Gewinn mit den Peterborough Petes
- 1995 Calder-Cup-Gewinn mit den Albany River Rats
- 1996 Teilnahme am AHL All-Star Classic
- 1998 Teilnahme am AHL All-Star Classic

## Karrierestatistik
(Legende zur Spielerstatistik: Sp oder GP = absolvierte Spiele; T oder G = erzielte Tore; V oder A = erzielte Assists; Pkt oder Pts = erzielte Scorerpunkte; SM oder PIM = erhaltene Strafminuten; +/− = Plus/Minus-Bilanz; PP = erzielte Überzahltore; SH = erzielte Unterzahltore; GW = erzielte Siegtore; 1 Play-downs/Relegation; Kursiv: Statistik nicht vollständig)